# Gołosze (powiat białobrzeski)
Gołosze dawniej też Golisze – wieś w Polsce położona w województwie mazowieckim, w powiecie białobrzeskim, w gminie Radzanów.
W latach 1975–1998 miejscowość administracyjnie należała do województwa radomskiego.